# Hydnoplicata convoluta
Hydnoplicata convoluta är en svampart som först beskrevs av Daniel McAlpine, och fick sitt nu gällande namn av Trappe & Claridge 2006. Hydnoplicata convoluta ingår i släktet Hydnoplicata och familjen Pezizaceae.   Inga underarter finns listade i Catalogue of Life.